# Rampa timpànica
La rampa timpànica és una cavitat plena de perilimfa dins de la còclea. Està separada del conducte coclear, per la membrana basilar, i s'estén des de la finestra rodona fins a l'helicotrema, on continua amb la rampa vestibular.